# ワジム・バカーチン
ワジム・ヴィクトロヴィチ・バカーチン（ロシア語: Вади́м Ви́кторович Бака́тин、ラテン文字転写の例：Vadim Viktorovich Bakatin、1937年11月6日 - 2022年7月31日）は、ソビエト連邦及びロシア連邦の政治家。最後のKGB（ソ連国家保安委員会）議長。穏健改革派としてミハイル・ゴルバチョフを支えた。

## 来歴
ケメロヴォ州キーロフスク生まれ。ノヴォシビルスク建築技術大学卒。1960年から建設企業に勤務し、主任技師、監督などを務める。この間の1964年ソ連共産党に入党する。1971年に住宅建設企業合同主任技師となる。1973年に地元のケメロヴォ市共産党第二書記に選出されたことを皮切りに、1977年ケメロヴォ州党書記、1985年共産党中央監査委員、キーロフ州党第一書記を経て、1986年党中央委員に選出された。1987年ケメロヴォ州党第一書記となる。
1988年ゴルバチョフによって内務大臣に任命される。穏健改革派としてゴルバチョフの路線に従い国内で先鋭化してきた民族問題に当たるが、より強硬な手段でソ連を維持すべきと主張する保守派からの突き上げを喰らい、ゴルバチョフが保守派に譲歩する中で1990年に内相を辞任。後任の内相に就任したのは保守派として名高いラトビア共産党第一書記のボリス・プーゴであり、第一次官にはアフガニスタン戦争の英雄でこれも保守派のボリス・グロモフ将軍であった。同年8月新設された大統領評議会メンバーに選ばれる。1991年ロシア大統領選挙では、ボリス・エリツィンの当選を嫌ったゴルバチョフの命を受け立候補するが、エリツィン、ニコライ・ルイシコフ元首相らの有力候補はおろか、当時泡沫候補扱いされたウラジーミル・ジリノフスキーにも敗北し立候補者5人中、得票率5パーセントと最低であった。
1991年8月にソ連8月クーデターが失敗すると国家非常事態委員会のメンバーとして、クーデターの中心であったウラジーミル・クリュチコフに代わり最後のKGB議長に就任し、KGBを解体した。バカーチンはクーデター後もゴルバチョフを支え続けた一人であった。

### ソ連崩壊後
ソビエト連邦の崩壊後の1991年から1992年までCIS（独立国家共同体）に設けられた共和国間保安庁の初代議長を務める。1992年政治・国際問題に関する国際「改革」基金副総裁兼院長に就任。
2022年7月31日に死去。84歳没。

## 著書
- 『最後のKGB議長』佐藤利郎訳、講談社、1992年2月。